# Siateczka śródplazmatyczna szorstka

Schemat fragmentu komórki eukariotycznej 1. Jądro 2. Por jądrowy 3. Siateczka środplazmatyczna szorstka 4. S.s. gładka 5. Rybosom związany z RER 6. Transportowane białko 7. Pęcherzyk transportowy 8-11. Ap. Golgiego

Siateczka śródplazmatyczna szorstka, siateczka śródplazmatyczna ziarnista, retikulum endoplazmatyczne granularne, ER-g, rER – rozgałęziony układ błon plazmatycznych w komórce, łączący zewnętrzną błonę jądrową z błoną komórkową oraz błony organelli. Jej funkcja polega na udziale w syntezie białek. Jej powierzchnia jest pokryta rybosomami. Jest szczególnie dobrze rozwinięta w komórkach szybko rosnących oraz tych, których aktywność jest skierowana na syntezę białek z przeznaczeniem na eksport (przykładowo komórkach nabłonka gruczołowego).
Liczne zsyntetyzowane na rybosomach białka są transportowane oraz modyfikowane wewnątrz kanałów siateczki. W nich odbywa się dołączanie reszt cukrowych do łańcuchów polipeptydowych w czasie tworzenia glikoprotein lub skracania łańcuchów polipeptydowych, polegające na odcinaniu odcinków sygnałowych (umożliwiających precyzyjne wskazanie miejsca docelowego dla konkretnej cząsteczki). Siateczka ta występuje z siateczką gładką.